# John Pendlebury
John Devitt Stringfellow Pendlebury (12. října 1904 Londýn – 22. května 1941 Iraklio) byl britský archeolog, který v průběhu druhé světové války pracoval pro britskou rozvědku. Během bitvy o Krétu byl zajat a popraven německými jednotkami.

## Začátek života
John Pendlebury se narodil v Londýně, jako nejstarší syn Herberta S. Pendleburyho, londýnského chirurga a Lilian D. Devitt, dcery Thomase Devitta, který byl spoluvlastníkem významné loďařské společnosti Devitt and Moore. Ve věku asi dvou let přišel za neznámých okolností o oko v době, kdy byli jeho rodiče na několik dní mimo domov a o Johna se staral jejich rodinný přítel. Po jejich návratu byly o nehodě podávány navzájem protichůdné zprávy. Oko bohužel nemohlo být úspěšně léčeno. Nosil proto oko skleněné, které bylo podle jeho okolí v podstatě nerozeznatelné od zdravého. Jako dítě navštívil v British Museum tehdy známého egyptologa Wallise Budge. Během rozhovoru s ním se patrně rozhodl pro budoucí dráhu egyptologa. Budge mu ale raději navrhl studium klasické archeologie. Jeho matka zemřela, když bylo Johnovi 17 let a zanechala mu dědictví po dědečkovi, které mu do budoucna zajistilo finanční nezávislost. Otec se znovu oženil, ale neměl již další potomky. Pendlebury velmi dobře vycházel se svou macechou a jejím synem Robinem.
Vzdělání získal ve Winchesteru (1918-1923) a následně mu bylo uděleno stipendium na Pembroke College, na univerzitě v Cambridge, kde dosahoval výborných výsledků. Navzdory svému handicapu zářil i jako sportovec a to především ve skoku do výšky, který provozoval závodně na mezinárodní úrovni.

## Archeologem
Během velikonočních prázdnin roku 1923 John poprvé, společně se svým učitelem ze školy ve Winchesteru, vycestoval do Řecka. Navštívil vykopávky v Mykénách a hovořil s Alanem Wacem, ředitelem britské školy v Aténách. Wace si jej pamatoval jako chlapce který chtěl "vidět věci pro sebe". Celá návštěva upevnila jeho odhodlání stát se archeologem.

### Student britské školy
Po ukončení studia v roce 1927 získal Pendlebury stipendium na britskou školu v Aténách. Neschopen rozhodnout se mezi egyptologií a řeckou klasickou archeologií, rozhodl se dělat obojí a studovat egyptské artefakty nalezené v Řecku. Toto studium vyústilo v roce 1930 publikací Catalogue of Egyptian objects in the Aegean area.
V Aténách bydlel Pendlebury v hostelu zřizovaném britskou školou, který ale nesloužil pouze studentům. Nabízel totiž ubytování také pro akademiky přijíždějící do Řecka provádět své výzkumy. Ti večeřeli se studenty v jedné místnosti a konverzovali s nimi a navzájem o akademických tématech. Pendlebury napsal svému otci své první dojmy z jejich učené společnosti: "Cítím se jako podvodník, že tu vůbec jsem." Brzy našel společnost, která mu vyhovovala více. Procházel řecký venkov společně se Sylvií Benton, která prováděla vykopávky v Ithace a závodil s ní, kdo dokáže chodit rychleji a spřátelil se s Piersonem Dixonem, pozdějším britským velvyslancem ve Francii, tehdy ještě studentem archeologie. Jeho přítelkyní byla i další studentka archeologie Hilda White, která byla o 13 let starší a o několik palců nižší. Při společném prozkoumávání aténské akropole se vyšplhal přes parapet a oznámil stráži "Jsem Peršan."
Studenti prozkoumávali Řecko ve skupinách, žijíce atletickým životem, což bylo v kontrastu se sedavým způsobem života jejich profesorů. John objevil u Mykén 10 kilometrů starověké silnice a navštívil zde vesnické taneční ohnivé slavnosti. Studenti systematicky navštívili většinu Řecka. Pendlebury si také našel čas na hraní tenisu a hokeje a zformoval běžecký a skokanský atletický tým. Krétu poprvé navštívil v roce 1928 společně s jinými studenty. Po divoké noční plavbě přistáli u paláce v Knósu a John jej okamžitě ohodnotil jako "zkažený" svým zrestaurováním. Studenti pak cestovali přes východní Krétu automobilem po rozbahněných špinavých cestách a to za častého silného deště a sněžení. Na konci Velikonoc se rozhodli dosáhnout lodí Mochlosu a Pseiry, ale neuspěli. John napsal báseň o blechách, se kterými se setkal během pobytu v Siltii.
Na návštěvu Kréty to nebylo příliš vhodné období. Po návratu do hektického života v Aténách byl John Walterem Heurtleym, asistentem ředitele britské školy v Aténách pozván na svůj první výzkum na starověké makedonské lokalitě Salonica. Hilda byla pozvána taktéž. Stala se jeho stálým, oblíbeným společníkem.